# Renealmia acreana
Renealmia acreana är en enhjärtbladig växtart som beskrevs av Paulus Johannes Maria Maas. Renealmia acreana ingår i släktet Renealmia och familjen Zingiberaceae. Inga underarter finns listade i Catalogue of Life.